# Hypodoxa interrupta
Hypodoxa interrupta là một loài bướm đêm trong họ Geometridae.